# Јован Будисављевић
Јован Будисављевић, поп Јово, (Пећане, 15. децембар 1844 — Доње Врховине, 19. јануар 1894) био је српски православни свјештеник и посланик (народни заступник). Потиче из угледне личке фамилије Будисављевић.

## Биографија
Јованов дјед био је мајор Мијат Будисављевић, коме је аустријски цар Фрањо додијелио племићку титулу. Поп Јовин отац је Дане, Мијатов најмлађи син, а стриц му је био Буде Будисављевић (генерал). Отац Дане је као најмлађи син мајора Мијата остао код куће и бавио се земљорадњом. Оженио се Милицом и са њом имао једног сина, Јову. Основну школу похађао је у Кореници и у Госпићу, гдје је становао код стрица Будислава (Буде) Будисављевића. По завршеној основној школи двије године је радио као компанијски писар у Личком Осијеку. Потпомогнут од стрица, уписао се 1858. у Карловачку гимназију. Притиснут неимаштином и тешком болешћу, напушта гимназију током четврте године и не завршивши је вратио се кући. Уписао се 1864. на Богословију у Плашком. По завршетку школовања 1868. остао је годину дана у Богословији као замјеник наставника и писар код Конзисторије. Капелан у Врелу парохије Кореничке рукоположен је 12. априла 1869. за ђакона. Стечајном испиту за презвитера подвргао се 30. јула 1869. пред комисијом коју је у плашком водио протосинђел Г. Јовановић. Исте године постаје свјептеник. Краће вријеме радио је као капелан у Тишковцу и Врелу Коренице, да би од 1875. до смрти био парох у Доњим Врховинама. Као присталица народњака два пута је био биран у Славонско-хрватски сабор (1884, 1887). Често је водио записнике саборских сједница. Био је члан Владичанске конзисторије и Владичанске скупштине. Његов допис листу Хрватска од 4. јуна 1890. добро илуструје његову активност у Славонско-хрватском сабору и реакције које је та активност изазивала. Најстарији син био му је Будисалав, а средњи син био је Милан. Један унук попа Јове погинуо је 1916. на Кајмакчалану као српски добровољац.